# 2021年苏拉威西岛地震
當地時間2021年1月15日，印度尼西亚苏拉威西岛马穆朱县发生6.2级地震。截至目前，地震造成91人死亡，2,118人受伤和3失蹤。地震完全摧毁了马杰内的米尔塔-马纳卡拉医院（Mirta Manakarra Hospital）。苏拉威西岛位于澳洲板塊、太平洋板塊、菲律宾海板块和巽他板塊之间复杂的相互作用区内。